# Wanderley Magalhães Azevedo
Wanderley Magalhães Azevedo (* 8. Oktober 1966 in Goiânia; † 28. März 2006 ebenda) war ein brasilianischer Radrennfahrer und nationaler Meister im Radsport.

## Sportliche Laufbahn
Azevedo war im Straßenradsport aktiv. Er war Teilnehmer der Olympischen Sommerspiele 1988 in Seoul. Im olympischen Straßenrennen wurde er beim Sieg von Olaf Ludwig 63. des Rennens. Im Mannschaftszeitfahren belegte der Vierer aus Brasilien mit Wanderley Magalhães Azevedo, César Daneliczen, Cássio Freitas und Marcos Mazzaron den 18. Platz.
Auch bei den Olympischen Sommerspielen 1992 in Barcelona vertrat er Brasilien im Radsport. Im olympischen Straßenrennen belegte er den 28. Rang.
1984 wurde er brasilianischer Meister der Junioren im Straßenrennen. 1986 siegte er im Etappenrennen Rutas de América in Uruguay, 1987 gewann er die Volta Ciclística Internacional de Santa Catarina. In Europa konnte er 1988 eine Etappe der Belgien-Rundfahrt für Amateure gewinnen. 1988 war er am Start der Internationalen Friedensfahrt und wurde 92. des Endklassements. In der Saison 1989 kamen Etappensiege in der Chile-Rundfahrt und in der Portugal-Rundfahrt dazu.
Bei den Panamerikanischen Meisterschaften 1991 holte er die Bronzemedaille im Straßenrennen. Er gewann erneut einen Tagesabschnitt der Chile-Rundfahrt und die Gesamtwertung der Volta Ciclística Internacional de Santa Catarina.
1993 und 1994 fuhr Magalhães Azevedo als Berufsfahrer für das Radsportteam Lotto Soudal. In der Tour de France 1994 schied er aus, er war der erste Brasilianer, der in der Tour de France an den Start ging. 1993 gewann er das Rennen Tour de la Haute-Sambre.